# Кади-Юрт
Кади-Юрт (чечен. Къеди-Йурт) — село в Гудермесском районе Чеченской Республики. Административный центр Кади-Юртовского сельского поселения.

## География
Село расположено у железнодорожной ветки Гудермес — Хасав-Юрт, в 21 км к востоку от районного центра — Гудермес и в 58 км к востоку от города Грозный.
Ближайшие населённые пункты: на северо-западе — Комсомольское и Хангиш-Юрт, на севере — Азамат-Юрт, на северо-востоке — Советское и Энгель-Юрт, на юго-востоке — Нижний Герзель, на юге — Гордали-Юрт и Бильтой-Юрт, на юго-западе — Мелчхи и на западе — Шуани.

## История
Село по одним данным было основано в 1852 году. По другим сведениям, посёлок при железнодорожной станции Кади-Юрт был основан в 1894 году.
Названия села состоит из двух слов: Кади (чечен. Къеди) — имя основателя села и юрт — село, то есть «селение Кади».
В 1977 году Указом Президиума ВС РСФСР посёлок при железнодорожной станции Кади-Юрт был переименован в село Кадиюрт.

## Население
| 1990  | 2002  | 2010  | 2012  | 2013  | 2014  | 2015  |
| ----- | ----- | ----- | ----- | ----- | ----- | ----- |
| 1722  | ↗2626 | ↗4355 | ↗4489 | ↗4585 | ↗4688 | ↗4794 |
| 2016  | 2017  | 2018  | 2019  | 2020  | 2021  | 2023  |
| ↗4859 | ↗4916 | ↗5034 | ↗5139 | ↗5254 | ↗5828 | ↗5912 |
| 2024  |       |       |       |       |       |       |
| ↗6071 |       |       |       |       |       |       |

## Образование
- Кади-Юртовская муниципальная средняя общеобразовательная школа имени Р. Ф. Умарова[23].
- Кади-Юртовская муниципальная средняя общеобразовательная школа № 2

## Улицы
Улицы села:
| - А. Айдамирова, - А. Арсункаева, - А. Делимханова, - А. Кадырова, - Азаматаюртовская, - Билтойюртовская, - В. Рашаева, - Вокзальная, - Гаражная, - Гордалиюртовская, - Дауда Алхотова, | - Железнодорожная, - З. Рашаева, - З. Тимарова, - К. Жандаева, - Касиора, - Кошкельдинская, - Крайняя, - Леми Умарова, - Луговая, - Минкаилова, - Мира, | - Мичурина, - Молодёжная, - Н. Мунталова, - Новая, - Полевая, - Р. Джабраилова, - Р. Умарова, - Рамзана Кадырова, - С-Х. Сулиманова, - Садовая, - Северная, | - Султана Рашаева, - Т. Джабраилова, - У. Сулиманова, - Х. Решедова, - Х. Галаматова, - Центральная, - Ш. Арсункаева, - Ш. Рашидова, - Шерипова, - Энгельюртовская. |